# Lognes
Pour les articles ayant des titres homophones, voir Logne.
Lognes (prononcé [lɔɲ]) est une commune française située dans le département de Seine-et-Marne en région Île-de-France.
De 248 habitants en 1975, Lognes en comptait près de 15 000 en 2009. « Première ville asiatique de France » avec 40 % de sa population, elle est surnommée la « ville du dragon ».

## Géographie

### Localisation

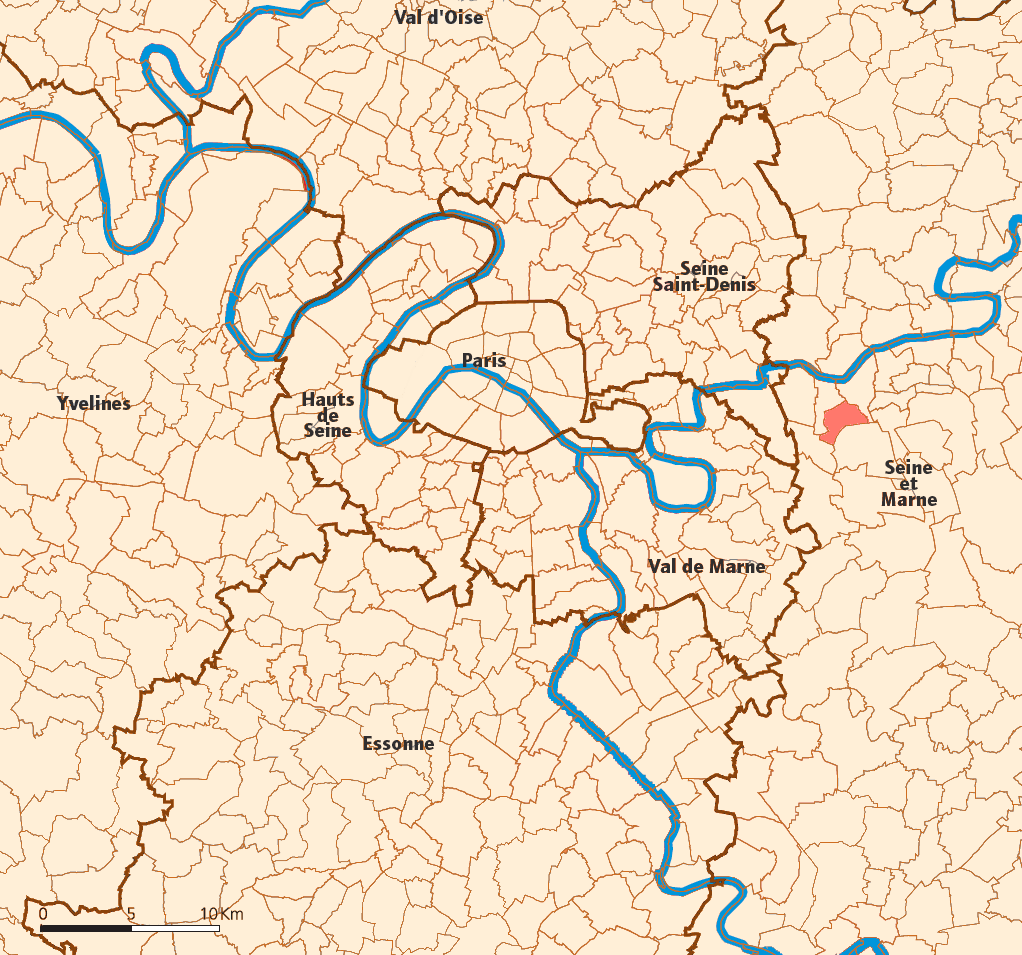
Aperçu de Lognes dans le département.

Lognes fait partie de la communauté d'agglomération Paris - Vallée de la Marne, au sein de la ville nouvelle de Marne-la-Vallée, à une vingtaine de kilomètres à l’est de Paris.

### Communes limitrophes
| Noisiel      |        | Torcy             |
|              | Lognes |                   |
| Émerainville |        | Croissy-Beaubourg |

### Géologie et relief
La commune est classée en zone de sismicité 1, correspondant à une sismicité très faible. L'altitude varie de 70 mètres à 109 mètres pour le point le plus haut, le centre-ville se situant à environ 86 mètres d'altitude (hôtel de ville).

### Hydrographie
La commune n’est traversée par aucun cours d'eau. Mais le ru Maubuée en marque la limite à l'est avec Torcy en reliant quelques-uns des cinq étangs artificiels qui sont situés à Lognes : les étangs des Pêcheurs, du Maubuée, du Segrais, du Grand Bassin et des Ibis, édifiés pendant la construction de la ville nouvelle et représentant une superficie de plus de 18 hectares. Ils récupèrent les eaux de ruissellement, collectent les eaux pluviales et servent de régulateurs.

### Climat
Pour des articles plus généraux, voir Climat de l'Île-de-France et Climat de Seine-et-Marne.
En 2010, le climat de la commune est de type climat océanique dégradé des plaines du Centre et du Nord, selon une étude du CNRS s'appuyant sur une série de données couvrant la période 1971-2000. En 2020, Météo-France publie une typologie des climats de la France métropolitaine dans laquelle la commune est exposée à un climat océanique altéré et est dans la région climatique Sud-ouest du bassin Parisien, caractérisée par une faible pluviométrie, notamment au printemps (120 à 150 mm) et un hiver froid (3,5 °C).
Pour la période 1971-2000, la température annuelle moyenne est de 10,8 °C, avec une amplitude thermique annuelle de 15 °C. Le cumul annuel moyen de précipitations est de 709 mm, avec 10,8 jours de précipitations en janvier et 8 jours en juillet. Pour la période 1991-2020, la température moyenne annuelle observée sur la station météorologique la plus proche, située dans la commune de Torcy à 2 km à vol d'oiseau, est de 12,1 °C et le cumul annuel moyen de précipitations est de 716,4 mm,. Pour l'avenir, les paramètres climatiques de la commune estimés pour 2050 selon différents scénarios d'émission de gaz à effet de serre sont consultables sur un site dédié publié par Météo-France en novembre 2022.
| Mois                                  | jan.            | fév.           | mars          | avril         | mai            | juin          | jui.           | août           | sep.          | oct.            | nov.            | déc.            | année      |
| ------------------------------------- | --------------- | -------------- | ------------- | ------------- | -------------- | ------------- | -------------- | -------------- | ------------- | --------------- | --------------- | --------------- | ---------- |
| Température minimale moyenne (°C)     | 2,2             | 2,3            | 4             | 6,1           | 9,6            | 12,7          | 14,6           | 14,2           | 11,2          | 8,8             | 5,1             | 2,9             | 7,8        |
| Température moyenne (°C)              | 4,8             | 5,6            | 8,3           | 11,2          | 14,6           | 18            | 20,1           | 19,8           | 16,3          | 12,8            | 8,1             | 5,5             | 12,1       |
| Température maximale moyenne (°C)     | 7,4             | 8,9            | 12,6          | 16,2          | 19,7           | 23,2          | 25,6           | 25,5           | 21,5          | 16,8            | 11,1            | 8               | 16,4       |
| Record de froid (°C) date du record   | −12,6 07.01.09  | −11,4 07.02.12 | −8,6 01.03.05 | −3,3 06.04.21 | 0,4 07.05.1997 | 2,8 04.06.01  | 6,6 13.07.1993 | 5,8 28.08.1998 | 2 30.09.18    | −3,4 30.10.1997 | −9,7 24.11.1998 | −9,6 29.12.1996 | −12,6 2009 |
| Record de chaleur (°C) date du record | 17,3 05.01.1999 | 20,9 27.02.19  | 26,2 31.03.21 | 28,8 20.04.18 | 31,6 27.05.05  | 36,6 27.06.11 | 42,1 25.07.19  | 39,7 11.08.03  | 35,7 08.09.23 | 28,7 02.10.11   | 21,9 07.11.15   | 17,8 07.12.00   | 42,1 2019  |
| Précipitations (mm)                   | 57,2            | 53,2           | 52,5          | 50            | 71,3           | 57,6          | 60,5           | 66,1           | 53,3          | 60,5            | 59,5            | 74,7            | 716,4      |

### Voies de communication et transports

#### Voies routières

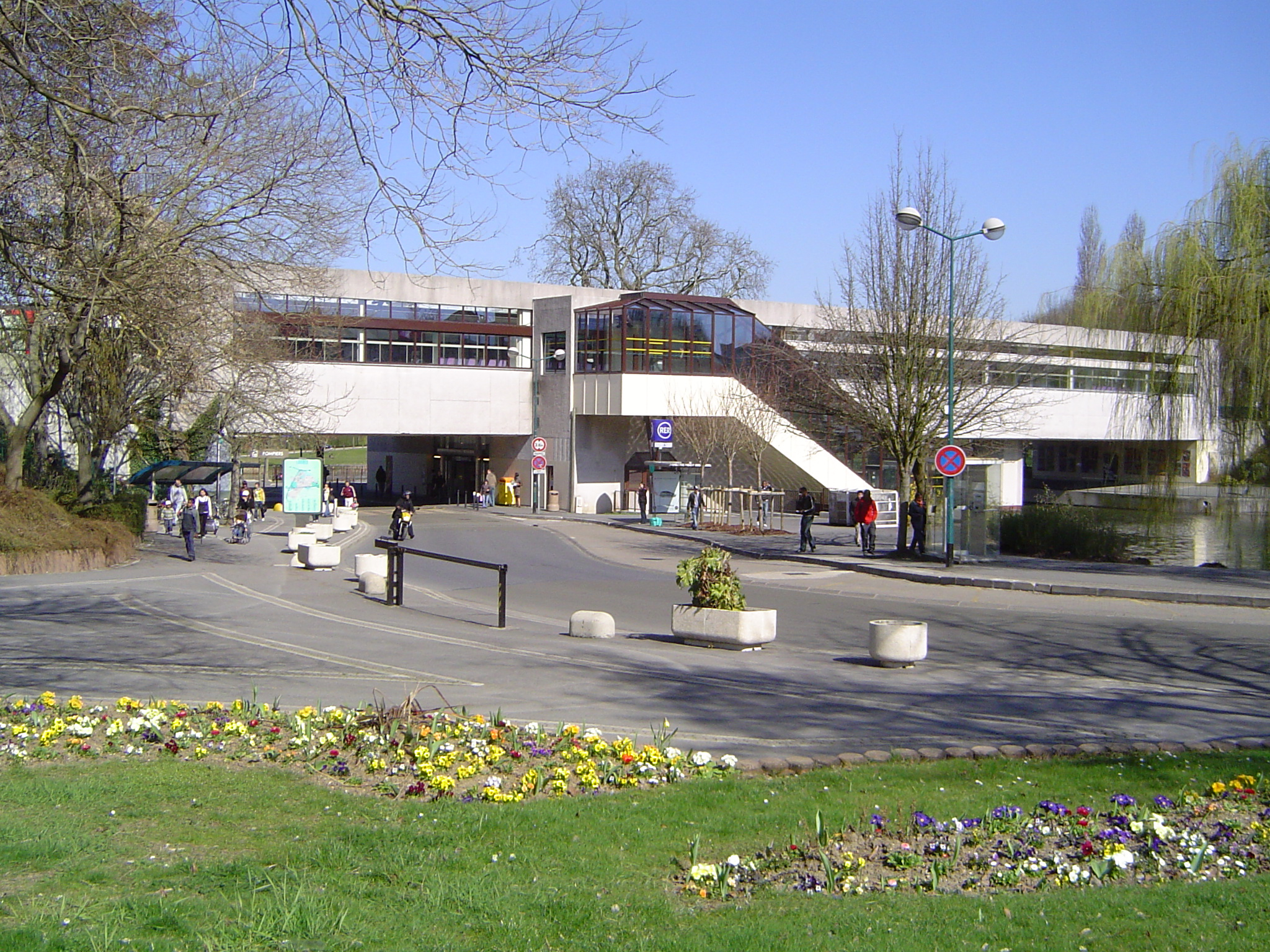
Gare du RER.

La ville bénéficie du passage de grandes infrastructures de transports : l'autoroute A4, la Francilienne N 104/A104, la RD 199 et la RD 499. Celles-ci permettent des liaisons aisées avec Paris et les principaux pôles d’activités de la région Île-de-France (La Défense, Orly, Roissy…). Cette desserte privilégiée a favorisé le développement urbain et économique de la commune.
Le caractère récent de la ville nouvelle a permis d’intégrer les contraintes de stationnement dans la conception de l’urbanisation. Ainsi, la commune de Lognes comprend un nombre important d’emplacements de stationnement : un parc de 320 places à proximité de la station RER A de Lognes, le stationnement le long des boulevards urbains : Segrais, Camille-Saint-Saëns, cours des Lacs, cours George-Gershwin, Mandinet, Malvoisine, Tour d’Auvergne…

#### Transports aériens
L'aérodrome de Lognes-Émerainville est le premier aérodrome français d'aviation légère privée. Il est exploité par la société Aéroports de Paris.

#### Pistes cyclables
Le territoire est également doté d’un réseau de pistes cyclables important et en développement.

#### Transports en commun
La commune est desservie par la gare de Lognes et, du fait de sa position proche de Lognes, par la gare de Torcy de la ligne A du RER.
La ville de Lognes est desservie par les lignes de bus des réseaux RATP, Meaux et Ourcq, Marne et Brie et la nuit par le Noctilien.

#### Chemin de fer
Hormis le RER A déjà mentionné, la commune a vu d'autres lignes traverser son territoire.
La construction d'une première ligne de chemin de fer entre la gare d'Émerainville et la chocolaterie Menier à Noisiel a été décidée en 1881.
Lognes est aussi située sur la ligne longue de 7,5 km qui dessert la zone d'activités Pariest, définie en 1977, et rejoint la ligne de Paris à Mulhouse au niveau d'Émerainville. Elle transportait en 2001 environ 110 000 t de fret par an. Elle est abandonnée depuis 2009, et a subi des vols de caténaires.

### Milieux naturels et biodiversité

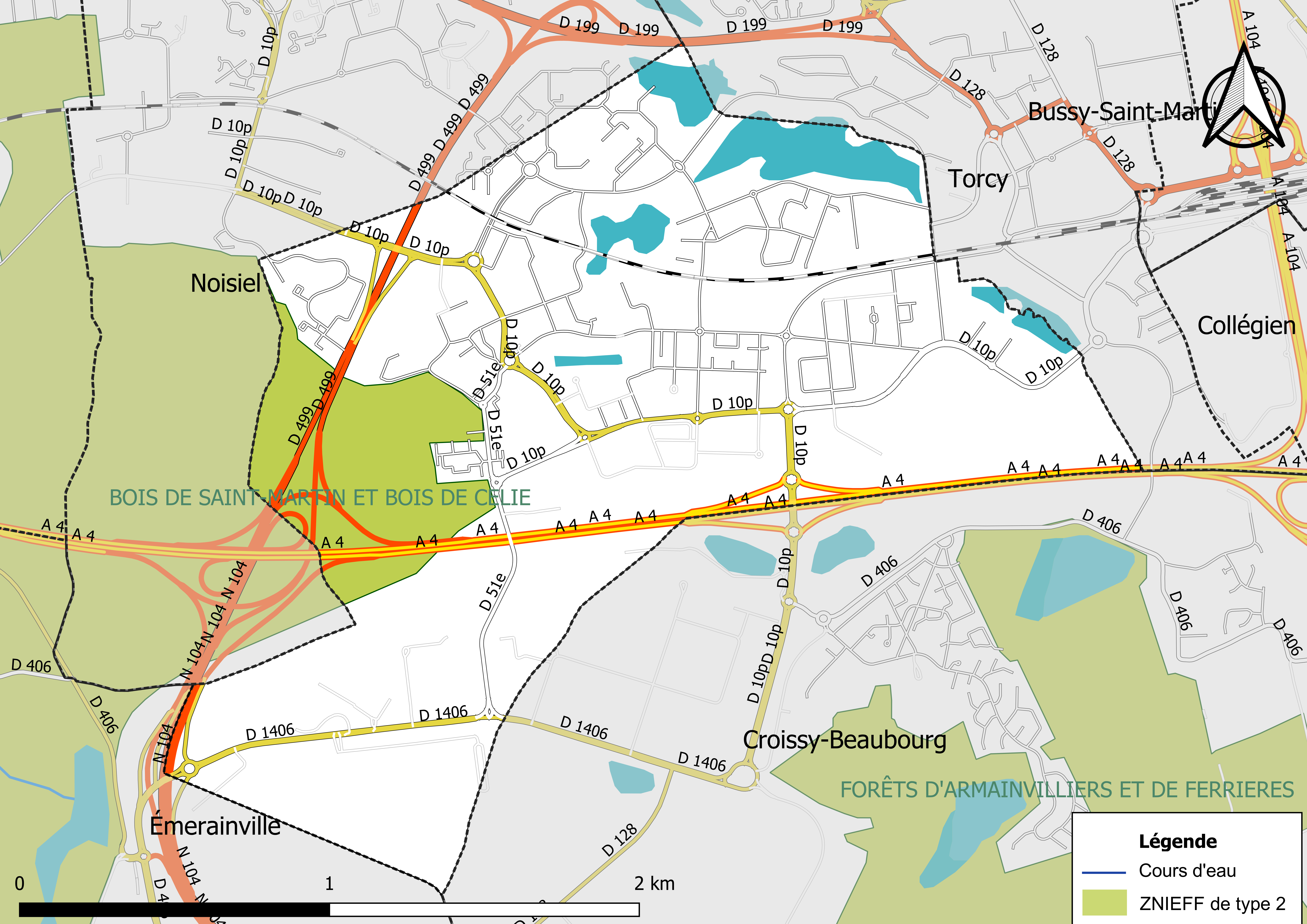
Carte des ZNIEFF de type 2 localisées dans la commune.

L’inventaire des zones naturelles d'intérêt écologique, faunistique et floristique (ZNIEFF) a pour objectif de réaliser une couverture des zones les plus intéressantes sur le plan écologique, essentiellement dans la perspective d’améliorer la connaissance du patrimoine naturel national et de fournir aux différents décideurs un outil d’aide à la prise en compte de l’environnement dans l’aménagement du territoire.
Le territoire communal de Lognes comprend une ZNIEFF de type 2,,, les « Bois de Saint-Martin et bois de Célie » (892,6 ha), couvrant 6 communes dont 4 en Seine-et-Marne, 1 dans la Seine-Saint-Denis et 1 dans le Val-de-Marne.

## Urbanisme

### Typologie
Au 1er janvier 2024, Lognes est catégorisée grand centre urbain, selon la nouvelle grille communale de densité à sept niveaux définie par l'Insee en 2022.
Elle appartient à l'unité urbaine de Paris, une agglomération inter-départementale regroupant 407  communes, dont elle est une commune de la banlieue,,. Par ailleurs la commune fait partie de l'aire d'attraction de Paris, dont elle est une commune du pôle principal,. Cette aire regroupe 1 929 communes,.

### Occupation des sols
En 2018, le territoire de la commune se répartit en 45,1 % de zones urbanisées, 34,9 % de zones industrielles commercialisées et réseaux de communication, 8,9 % de forêts, 7,4 % d’espaces verts artificialisés non agricoles et 3,7 % d’eaux continentales,,.

### Lieux-dits et écarts
La commune compte 19 lieux-dits administratifs répertoriés consultables ici.

### Quartiers
La ville est divisée en six quartiers : quartier du Segrais, quartier Four-Colliberts, quartier de la Tour d'Auvergne, quartier Hameaux-Village, quartier de La Maillière et quartier centre urbain (Le Mandinet).

### Logement
En 2016, le nombre total de logements dans la commune était de
5 764 dont 21,4 % de maisons et 76,7 % d’appartements.
Parmi ces logements, 94,4 % étaient des résidences principales, 0,7 % des résidences secondaires et 4,9 % des logements vacants.
La part des ménages fiscaux propriétaires de leur résidence principale s’élevait à 46,7 % contre 51,4 % de locataires dont, 27,1 % de logements HLM loués vides (logements sociaux) et, 1,9 % logés gratuitement.

### Projets d'aménagements

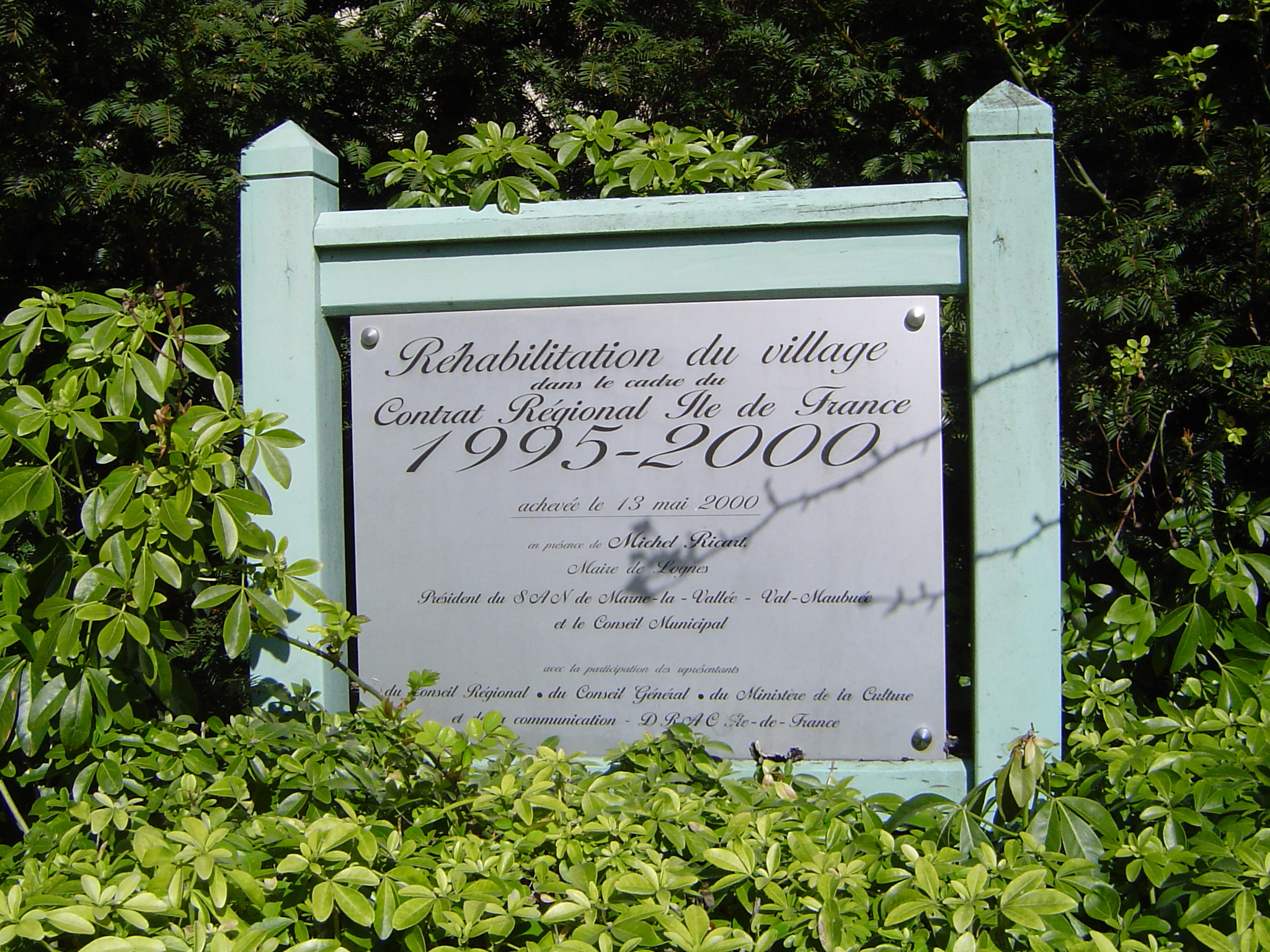
Le panneau rappelant la réhabilitation.

La réhabilitation du centre-ville durant les années 1995 - 2000 s’est accompagnée de la réalisation d’équipements de proximité.
Le conseil municipal a créé en 2008 une commission d’accessibilité, en application de la législation nationale. Selon la loi du 11 février 2005, les établissements recevant du public (ERP) doivent, en effet, être rendus accessibles à toutes les personnes à mobilité réduite, avant février 2015 au plus tard. Cela concerne la signalétique, les entrées, la largeur des portes, l’accès aux fauteuils roulants aux étages et l’utilisation des sanitaires. Au-delà de l’accessibilité des bâtiments, la municipalité a également réalisé un diagnostic sur la circulation des personnes handicapées en ville, afin d’envisager les travaux d’amélioration en concertation avec les usagers.

## Toponymie
La ville de Lognes a connu différentes appellations au fil des siècles. Dans la chronique de Frédégaire, le lieu apparaît sous l'appellation de Laucaunia-Sylva (VIIe siècle peut-être issue du gaulois louko qui signifie « forêt, bois », équivalent du latin lucus « bois sacré »), puis Oingniata (XIIe siècle), Loengnes (XIIe siècle), Lugnes (XIIIe siècle), Lugnis (XIIIe siècle), Longnes (1227), Loingnes (1464), Longnes-en-Brie (1650) et Ognes-en-Multien (XVIIe siècle), Logne-en-Brie (XVIIIe siècle).
La première appellation retrouvée est donc Laucaunia-Sylva. À l’époque gallo-romaine, la Laucaunia-Sylva était considérée comme faisant partie d’un ensemble foncier d’une résidence, c'est-à-dire de plusieurs villas. Ce territoire n’était alors pas considéré comme terre de culture, mais comme terre en friches laissée à l’état naturel pour les besoins de la chasse. Il existe cependant des controverses concernant ce nom.
Alfred Maury, dans son ouvrage Forêts en Gaule, précise que la forêt de Vincennes (Vilcenna-Sylva), celle de Bondy (Bungiacensia-Sylva) et celle de Livry (Libeniacencis-Sylva) formaient un seul et même ensemble qui portait le nom de Laucaunia-Sylva.
L’abbé Lebeuf, dans son ouvrage Histoire du Diocèse de Paris, contredit de nombreuses thèses d’historiens et situe la Laucaunia-Sylva dans le village actuel de Lognes.
« Première ville asiatique de France » avec 40 % de sa population, elle est surnommée la « ville du dragon ».

## Histoire
Des armes et des armures trouvées près de Lognes ont été les preuves de la bataille livrée en 1114, par Louis le Gros, à Guy le Rouge, seigneur de Gournay-sur-Marne, et à Thibaut, comte de Champagne.
La présence de vestiges archéologiques témoigne d’une occupation néolithique, puis gallo-romaine du site de Lognes. Le nom de Lognes apparaît au VIIe siècle sous le terme de « laucaunia sylvia » dans l’une des rares sources écrites de l’époque « la chronique de Frédégaire ».
L’aspect qu’offrait alors cette partie du plateau de la Brie est celui d’une vaste étendue boisée marquée ici et là par quelques implantations humaines. C'est dans cette forêt qu'a été assassiné, avec sa femme, le roi Childéric II, en 675. Au XVe siècle, on dénombre au moins quatre seigneuries et fiefs : le Mandinet, la Malvoisine, le Buisson Saint-Antoine et le Bois l’Archer, aujourd’hui déformé en « Bourlarché ».
En 1865, un bâtiement réunissant salle d'école et mairie est construit dans le village avec les fonds d'Édouard André, qui y fit aussi construire une église en 1875.
L’ancien village rural, situé à la charnière entre le bois de Lognes et les terres agricoles qui occupaient l’essentiel du territoire communal, est constitué d’anciennes maisons d’habitation d’architecture briarde datant de la fin du XIXe siècle. La famille Menier joua un rôle important dans la vie communale ; plusieurs de ses membres seront successivement maires de Lognes. Au début des années 1970, Lognes n’était encore qu’un bourg rural de quelques centaines d’habitants, entouré de champs et de fermes. La commune a connu en quelques années un développement urbain extrêmement rapide, résultat de son intégration dans le périmètre de la ville nouvelle de Marne-la-Vallée, dont la création a été décidée par l’État en 1965. Les terres agricoles ont alors été achetées et aménagées par un organisme public relevant de l’État, L’EPA-Marne, qui a réalisé les voies, les réseaux et les équipements publics.
En l’espace de 25 ans, Lognes est ainsi passée d’un village de 248 âmes à une véritable ville de près de 15 000 habitants avec des pôles d’activités fortement développés.

## Politique et administration

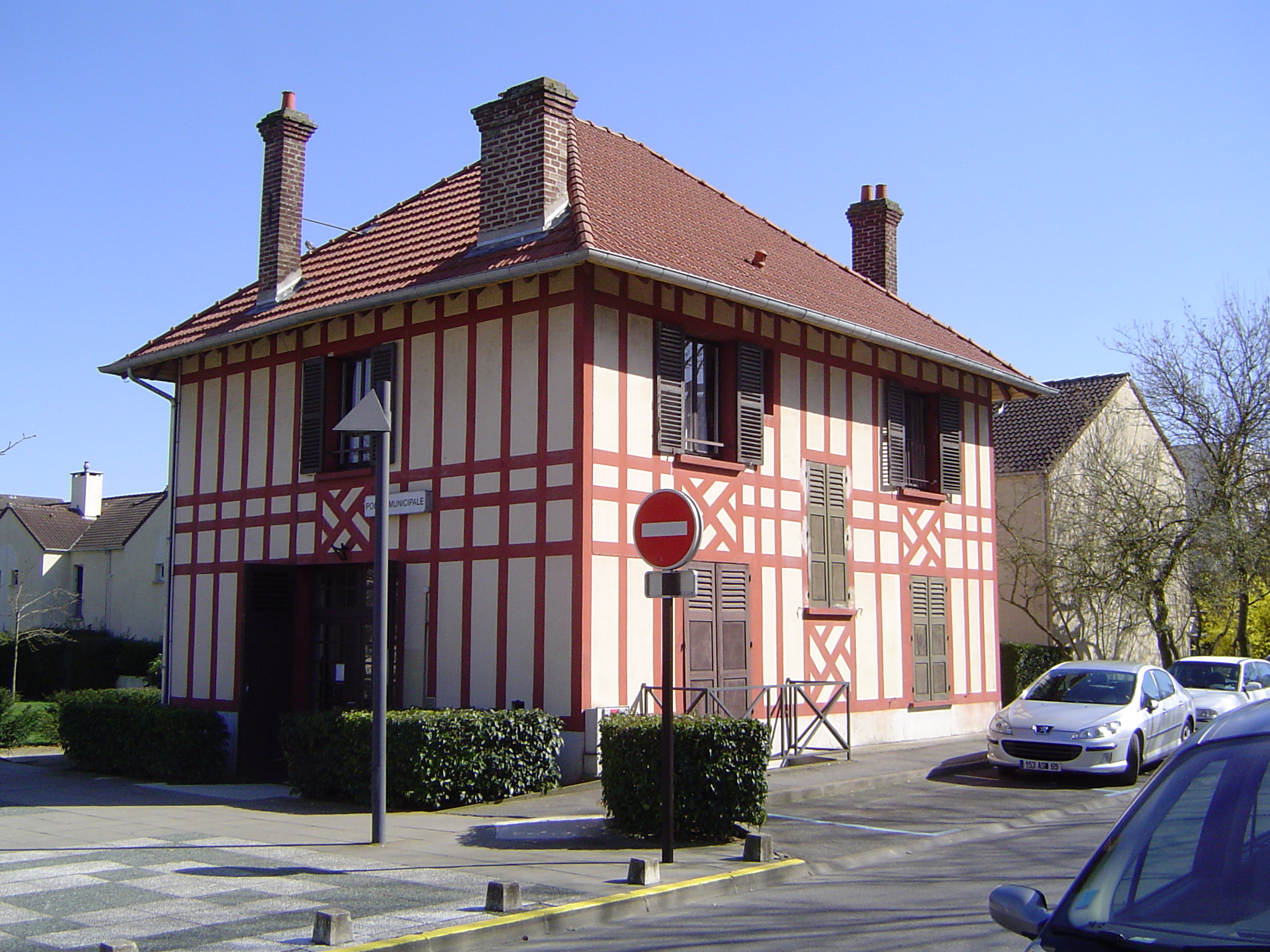
Poste de police municipale.

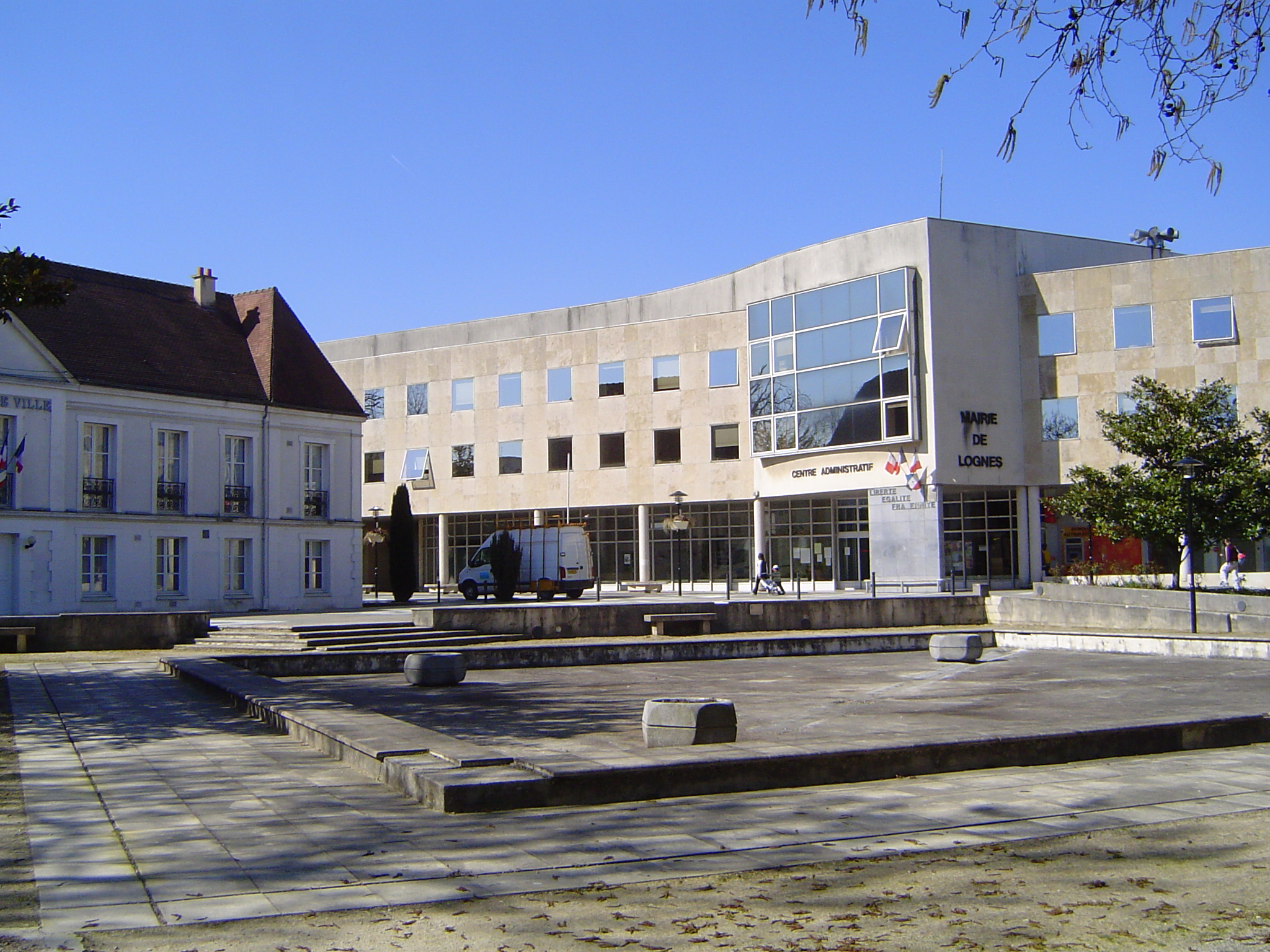
Ancien hôtel de ville et la nouvelle mairie.

### Rattachements administratifs et électoraux
La commune fait partie de l'arrondissement de Torcy du département de Seine-et-Marne, en région Île-de-France. Pour l'élection des députés, elle dépend de la dixième circonscription de Seine-et-Marne.
La commune a relevé successivement du canton de Lagny-sur-Marne à partir de 1793, du canton de Torcy créé en 1975 par scission du précédent. Compte tenu de la croissance démographique du secteur de Marne-la-Vallée, le canton de Torcy est à son tour scindé en 1985 et la commune est alors rattaché au nouveau canton de Noisiel. Dans le cadre du redécoupage cantonal de 2014 en France, la commune fait désormais partie du canton de Champs-sur-Marne.
Lognes est situé dans le ressort du tribunal d'instance de Lagny-sur-Marne, du tribunal de grande instance, du tribunal pour enfants, du conseil de prud'hommes et du tribunal de commerce de Meaux, et de la cour d'appel de Paris.
Dans l'ordre administratif, la commune relève du tribunal administratif de Melun et de la cour administrative d'appel de Paris.

### Intercommunalité

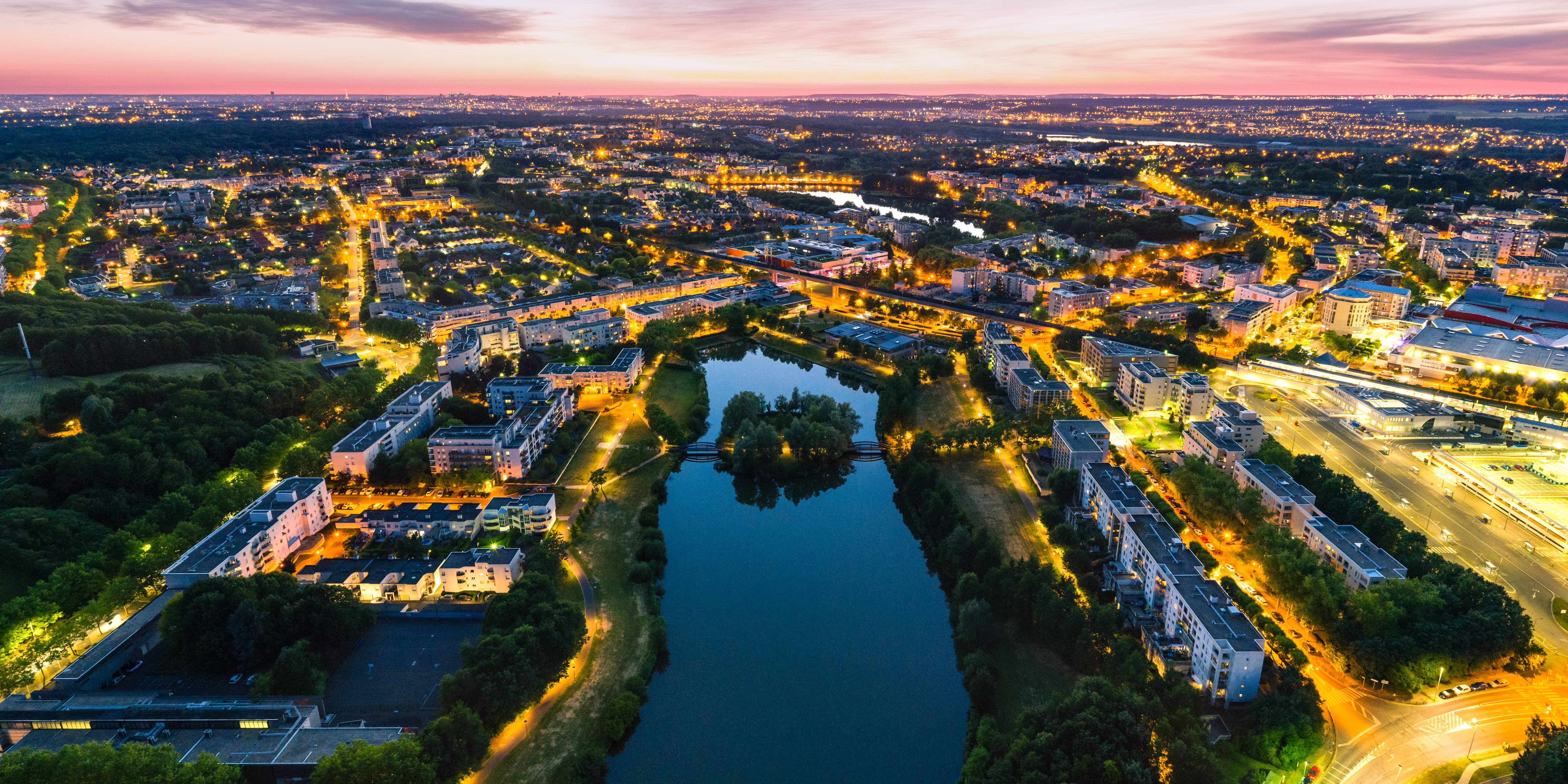
Lognes et tout Marne-la-Vallée ont connu une urbanisation rapide en seulement quelques décennies, grâce notamment à la desserte par le RER A.

Lognes appartient au secteur II de la ville nouvelle de Marne-la-Vallée, dénommé Val Maubuée.
Celui-ci regroupe six communes (Champs-sur-Marne, Croissy-Beaubourg, Émerainville, Lognes, Noisiel et Torcy), qui étaient regroupées successivement au sein du syndicat communautaire d'aménagement de l'agglomération nouvelle de Marne-la-Vallée - Val Maubuée créé le 14 décembre 1972, puis du syndicat d'agglomération nouvelle Marne-la-Vallée - Val Maubuée créé le 13 juillet 1983, qui se transforme en 2013 en communauté d'agglomération de Marne-la-Vallée - Val Maubuée.
Celle-ci fusionne le 1er janvier 2016 avec d'autres intercommunalités pour former la Communauté d'agglomération Paris - Vallée de la Marne, dont la commune est désormais membre.
La commune de Lognes est également membre du syndicat intercommunal pour l’enlèvement et le traitement des résidus ménagers (SIETREM) de la région de Lagny-sur-Marne, qui assure la collecte, le traitement et la valorisation des déchets ménagers pour le compte des trente communes adhérentes ; ainsi que du syndicat intercommunal CPRH (Centres de pédagogies et de réadaptation pour personnes handicapées) qui a pour vocation de créer et de gérer des centres pour personnes handicapées.

### Administration municipale
Le nombre d'habitants étant compris entre 10 000 et 20 000, le nombre de membres du conseil municipal est de 33.

### Tendances politiques et résultats
Lors du premier tour des élections municipales de 2020 en Seine-et-Marne, la liste menée par le maire sortant André Yuste (PS) — qui avait succédé à Michel Ricart en 2016 après sa démission — remporte la majorité absolue des suffrages exprimés, avec 1 494 voix (68,62 %, 29 conseillers municipaux élus dont 4 communautaires), devançant largement les listes menées respectivement par : 
- Denis Beyer (DIV, 308 voix, 14,14 %, 2 conseillers municipaux élus) ;
- Steve Boumbou-Liotta (LREM, 271 voix, 12,44 %, 2 conseillers municipaux élus) ;
- Sylvain Cayard (LO, 104 voix, 4,77 %, pas d'élus) ;

lors d'un scrutin marqué par la pandémie de Covid-19 en France où 73,70 % des électeurs se sont abstenus.

### Liste des maires
| Période                                  | Période                       | Identité         | Étiquette | Qualité |
| ---------------------------------------- | ----------------------------- | ---------------- | --------- | --- |
| Les données manquantes sont à compléter. |                               |                  |           | |
| 1882                                     | 1890                          | Gaston Menier    | Radical   | Industriel du chocolat Député de Seine-et-Marne (1898 → 1906) Sénateur de Seine-et-Marne (1909 → 1934) Maire de Bussy-Saint-Martin (1890 → 1913) Conseiller général de Lagny-sur-Marne (1891 → 1934) |
| 1896                                     | 1899                          | Albert Menier    |           | Industriel du chocolat, sportif Frère du précédent |
| 1899                                     | 1905                          | Émile Richet     |           | |
| 1905                                     | 1917                          | Georges Menier   |           | |
| 1917                                     | 1938                          | Antoine Menier   |           | |
| 1938                                     | 1940                          | Émile Fournier   |           | Mobilisé en 1940 |
| 1940                                     | 1944                          | Louis Mangeot    |           | Nommé par le Gouvernement de Vichy |
| 1944                                     | 1965                          | Émile Fournier   |           | |
| mars 1965                                | mars 1989                     | Paul Mangeot     | DVD       | Agriculteur Réélu en 1971, 1977 et 1983 |
| mars 1989                                | octobre 2016                  | Michel Ricart    | PS        | Cadre bancaire retraité, maire honoraire Président du SAN du Val-Maubuée (1997 → 2011) Démissionnaire                                                                                                |
| octobre 2016                             | octobre 2023                  | André Yuste      | PS        | Fonctionnaire, premier adjoint (2014 → 2016) Vice-président du SAN du Val-Maubuée Réélu pour le mandat 2020-2026, Démissionnaire pour raisons de santé                                               |
| octobre 2023,                            | En cours (au 17 octobre 2023) | Nicolas Delaunay | PS        | Consultant expert, premier adjoint (2016 → 2023) Vice-président de la CA Paris - Vallée de la Marne (2020 → )                                                                                        |

### Politique de développement durable

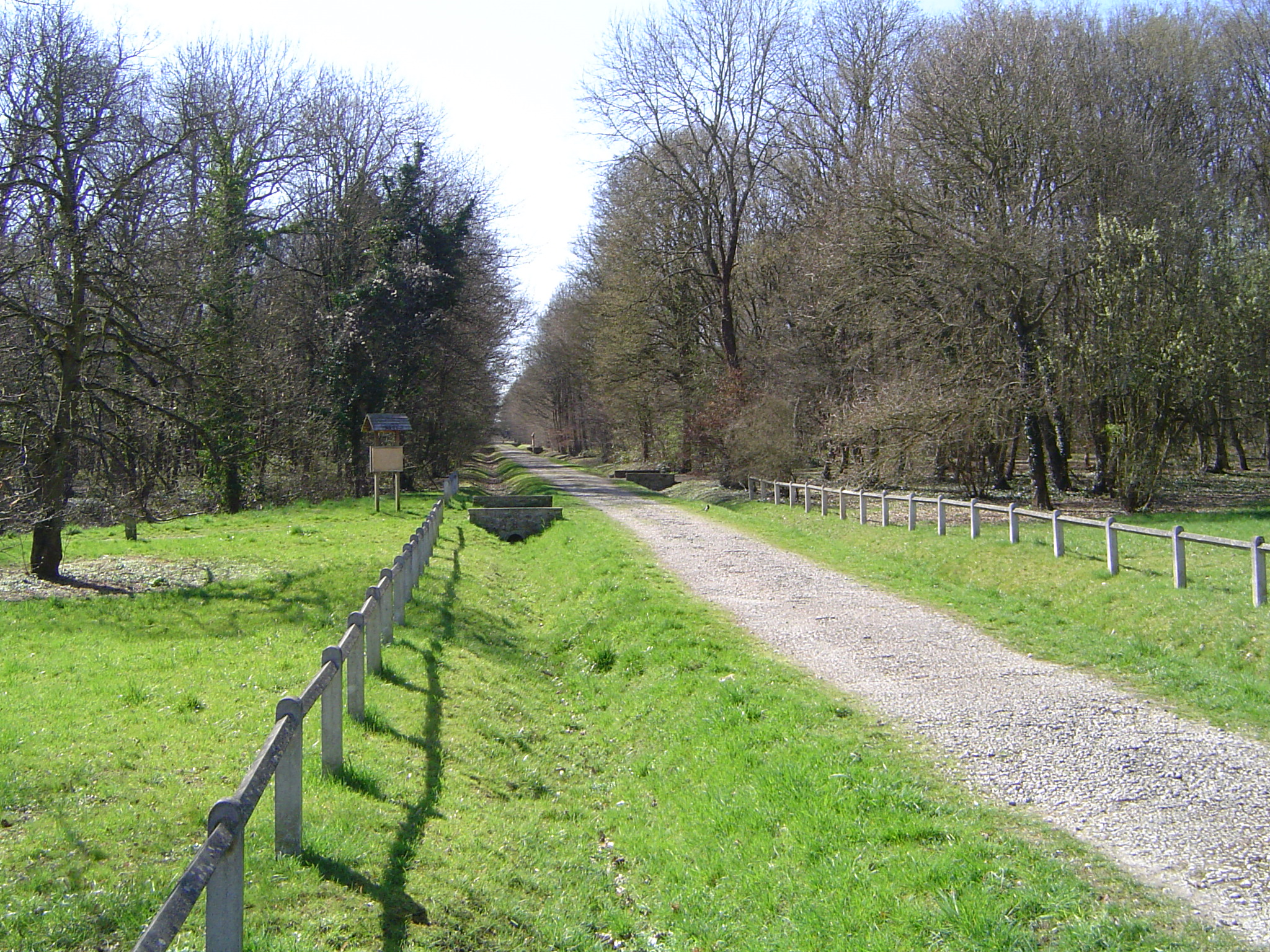
Entrée de la forêt du Val-Maubuée, en centre-ville.

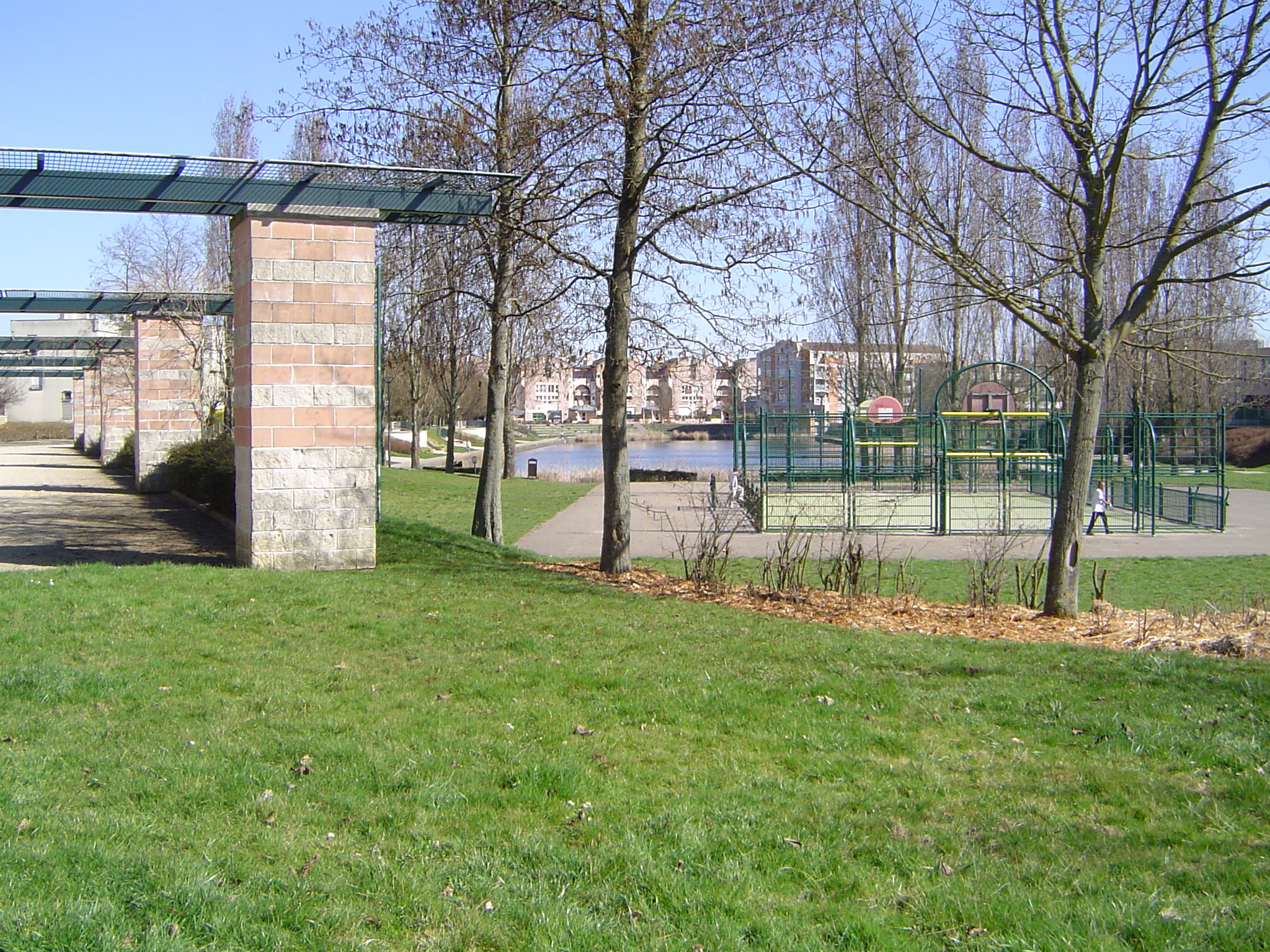
Promenade et lac en centre-ville.

Au cœur de l’agglomération du Val-Maubuée, Lognes a cherché à se développer en préservant son environnement. Aujourd’hui, l'urbanisation étant quasiment achevée, les priorités sont l'amélioration du cadre de vie et un développement qui profite à toutes les générations.
Depuis 2009, la municipalité a souhaité marquer son engagement dans un projet de développement durable en se lançant dans une démarche d'Agenda 21.
La commune agit en faveur de l'environnement, grâce à plusieurs mesures : le zéro phyto, le fauchage tardif et jachère, une gestion responsable de l’eau, une gestion différenciée, installation d'hotels à insectes et de ruches.

### Jumelages
Lognes a signé en 2001 un contrat de coopération avec la commune de Kampot au Cambodge, en vue de créer des maisons des jeunes et de la culture à Phnom Penh et Kampot.

## Population et société

### Démographie

#### Évolution démographique
Intégrée à la ville nouvelle de Marne-la-Vallée, Lognes a connu une explosion démographique entre 1975 et 1990, passant de 250 habitants à près de 13000. Dans les années 2000, la population tend à se stabiliser autour de 15 000 habitants. En 2009, Lognes comptait 14 756 habitants (soit une augmentation de 3,8 % par rapport à 1999). La commune occupait le 621e rang au niveau national et le 22e au niveau départemental sur 514 communes. Elle regroupe environ 17 % des habitants du Val-Maubuée, communauté dont elle est la quatrième commune par la population.
La population lognote est jeune : 41,2 % des habitants sont âgés de moins de 25 ans en 2006. La ville accueille plus de 70 nationalités, dont une forte communauté venant des pays du Sud-est asiatique (Cambodgiens, Laotiens, Vietnamiens…). Cette diversité se retrouve dans la vitalité de la vie associative, qui compte plus de 200 associations sportives et culturelles.

L'évolution du nombre d'habitants est connue à travers les recensements de la population effectués dans la commune depuis 1793. Pour les communes de plus de 10 000 habitants les recensements ont lieu chaque année à la suite d'une enquête par sondage auprès d'un échantillon d'adresses représentant 8 % de leurs logements, contrairement aux autres communes qui ont un recensement réel tous les cinq ans,.

En 2022, la commune comptait 14 678 habitants, en évolution de +4,85 % par rapport à 2016 (Seine-et-Marne : +3,92 %, France hors Mayotte : +2,11 %).
| 1793 | 1800 | 1806 | 1821 | 1831 | 1836 | 1841 | 1846 | 1851 |
| ---- | ---- | ---- | ---- | ---- | ---- | ---- | ---- | ---- |
| 95   | 110  | 113  | 117  | 98   | 101  | 119  | 107  | 120  |

| 1856 | 1861 | 1866 | 1872 | 1876 | 1881 | 1886 | 1891 | 1896 |
| ---- | ---- | ---- | ---- | ---- | ---- | ---- | ---- | ---- |
| 141  | 158  | 185  | 198  | 216  | 217  | 260  | 277  | 321  |

| 1901 | 1906 | 1911 | 1921 | 1926 | 1931 | 1936 | 1946 | 1954 |
| ---- | ---- | ---- | ---- | ---- | ---- | ---- | ---- | ---- |
| 357  | 345  | 344  | 306  | 320  | 325  | 292  | 244  | 246  |

| 1962 | 1968 | 1975 | 1982  | 1990   | 1999   | 2006   | 2011   | 2016   |
| ---- | ---- | ---- | ----- | ------ | ------ | ------ | ------ | ------ |
| 317  | 297  | 248  | 1 707 | 12 973 | 14 215 | 14 614 | 14 410 | 13 999 |

| 2021   | 2022   | - | - | - | - | - | - | - |
| ------ | ------ | - | - | - | - | - | - | - |
| 14 650 | 14 678 | - | - | - | - | - | - | - |

#### Pyramide des âges
La population de la commune est relativement jeune.
En 2018, le taux de personnes d'un âge inférieur à 30 ans s'élève à 42,2 %, soit au-dessus de la moyenne départementale (39,6 %). À l'inverse, le taux de personnes d'âge supérieur à 60 ans est de 17,6 % la même année, alors qu'il est de 19,9 % au niveau départemental.
En 2018, la commune comptait 6 944 hommes pour 7 324 femmes, soit un taux de 51,33 % de femmes, légèrement supérieur au taux départemental (51,31 %).
Les pyramides des âges de la commune et du département s'établissent comme suit.
| Hommes | Classe d’âge | Femmes |
| ------ | ------------ | ------ |
| 0,3    | 90 ou +      | 0,4    |
| 1,6    | 75-89 ans    | 2,1    |
| 15,1   | 60-74 ans    | 15,6   |
| 17,3   | 45-59 ans    | 18,7   |
| 22,1   | 30-44 ans    | 22,3   |
| 21,8   | 15-29 ans    | 22,4   |
| 21,8   | 0-14 ans     | 18,5   |

| Hommes | Classe d’âge | Femmes |
| ------ | ------------ | ------ |
| 0,4    | 90 ou +      | 1,2    |
| 4,9    | 75-89 ans    | 6,5    |
| 13,6   | 60-74 ans    | 14,3   |
| 20,2   | 45-59 ans    | 19,8   |
| 20,1   | 30-44 ans    | 20,6   |
| 19,2   | 15-29 ans    | 17,9   |
| 21,7   | 0-14 ans     | 19,7   |

### Enseignement
Lognes est située dans l'académie de Créteil.

#### Établissements scolaires
La ville administre cinq groupes scolaires : le Four, la Maillière, le Mandinet, le Segrais et le Village.
Le département gère deux collèges : le collège « La Maillière » et le collège « Le Segrais ».
La région Île-de-France gère le lycée Emily-Brontë.

#### Enseignement supérieur
Lognes est le siège de plusieurs établissements privés d'enseignement supérieur :
- Groupe HEMA proposant des formations supérieurs dans le domaine du management, développement durable et du commerce international[61]
- ASCENCIA BUSINESS SCHOOL MARNE LA VALLEE, établissement d'enseignement supérieur dans les domaines communication, marketing, banque, assurance, finance, ressources humaines et sportif[62] ;

### Accès aux droits
La maison de justice et du droit est située dans la commune, proche de la gare RER.

### Manifestations culturelles et festivités

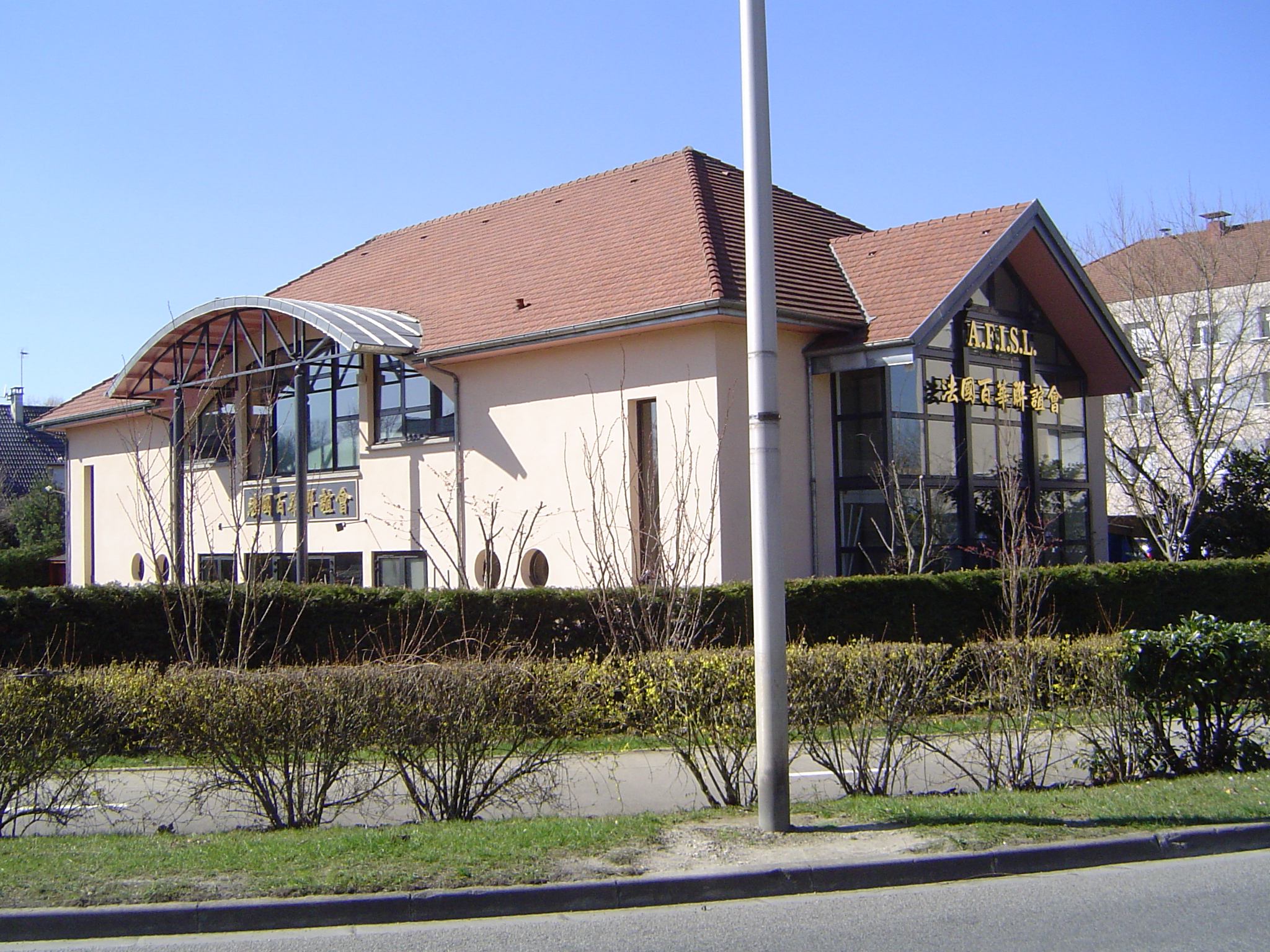
Le bâtiment de l'Association franco-indochinoise sud-Laos.

Pour fêter l’arrivée du printemps, les Lognots déambulent dans les rues de Lognes accompagnés de chars et musiques lors du carnaval. Pour fêter l’arrivée de l’été, la municipalité invite les Lognots à se rencontrer lors de diverses manifestations : fête associative, fête de la musique, tremplin musical « Ziclog », feu d'artifice... Le 13 juillet, un feu d'artifice est organisé sur les rives de l’étang du Maubuée en collaboration avec la ville de Torcy. D'autres manifestations incluent la fête du sport/le forum des associations (septembre) dans lequel les habitants et les associatives sportives et culturelles (initiation, inscription...) se rencontrent. Un troc et puces du Segrais est organisé chaque année en septembre et Le Festival Les Transversales a lieu en septembre.
L’association « les amis de l'église Saint-Martin », en lien avec le diocèse de Meaux, organise de nombreux récitals et concerts.
Chaque année le salon de Lognes ouvre ses portes à tous les peintres et sculpteurs de la commune. Diverses expositions à la salle du Citoyen.
La médiathèque du Segrais, ouverte depuis début 2008, propose près de 20 000 documents. Elle fait partie du réseau de médiathèques de Paris vallée de la marne et a pour thématique les sciences.

### Santé
La ville de Lognes dépend du centre hospitalier de Jossigny.
Une maison médicale de garde est ouverte dans le quartier du Village, en plus de la maison médicale de la gare de Lognes et la présence de plusieurs médecin généraliste.
Cinq pharmacies sont présentes sur la ville.
La commune propose une mutuelle communale dans le cadre du dispositif « Ma Commune, ma Santé ».

### Sports
La ville de Lognes compte trois gymnases (la Maillière, la Fraternité et la Liberté), un parc des sports au Segrais, un complexe de tennis au village, le stade Colette-Besson au village (Athlétisme) une salle d’arts martiaux et huit plateaux d’EPS.
Au sein du bois, lieu de promenades et d’exercices physiques, a été installé un parcours de santé. Des appareils de type fitness en plein air sont également présents aux abords des lacs du grand bassin et du maubuée.
Le club de basket-ball de la ville a été créé en 1986 sous le nom de Basket-Club de Lognes Marne-la-Vallée. Il utilisait principalement le gymnase de la Maillière et occasionnellement celui de la Fraternité. Il a fusionné en 2002 avec ses voisins de Torcy et Noisiel pour former le Marne-la-Vallée Basket Val-Maubuée (ou MLV Basket), comptant en 2013-2014 cinq équipes (dont 4 jeunes) en championnat de France. Il a depuis déménagé et occupe le nouveau gymnase de la Liberté. C'est le club avec le plus de licenciés en Seine-et-Marne (431 au total).
En 1995, le club Champs Noisiel Athlétisme (CNA) se développe à Lognes pour devenir "Marne-la-Vallée Athlétisme". En 2000, le club a détecté, puis formé jusqu'en 2004, la championne de saut en longueur Eloyse Lesueur. En 2005, c'est le 1er club du département de Seine-et-Marne et le 53e club français. En 2006, le stade Colette-Besson (piste synthétique de 200 m) est inauguré à Lognes. Avec plus de 270 licenciés, MLVA développe l'athlétisme et les disciplines associées (marche nordique, jogging loisir, condition physique, remise en forme).

### Médias
La radio 77FM émet sur la ville sur la fréquence 95,8 sur la bande FM.

### Cultes
Les Lognots disposent de lieux de culte catholique, musulman, adventiste, et protestant.
La commune de Lognes dépend du secteur pastoral du Val-Maubuée de l'Église catholique, lui-même situé au sein du pôle missionnaire de Marne-la-Vallée ans le diocèse de Meaux. Le lieu de culte catholique à Lognes est l'église Saint-Martin.
La mosquée Masjid Salam est située sur le territoire de la commune.
Deux églises protestantes sont présentes dans la commune.

## Économie

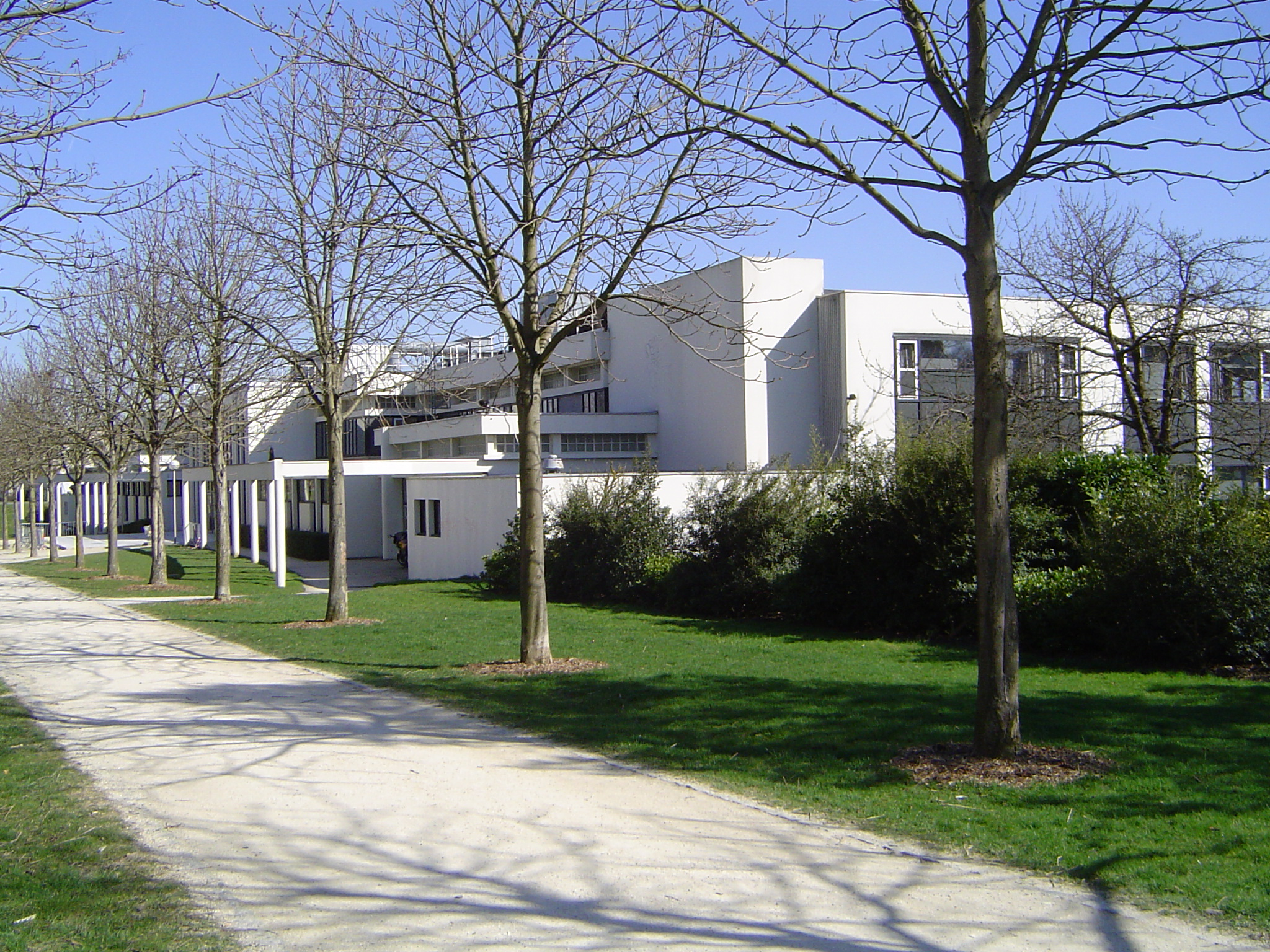
Lognes était connue pour son centre d'examens qui aujourd'hui n'existe plus. (Centrex)

### Revenus de la population et fiscalité
En 2017, le nombre de ménages fiscaux de la commune était de 5 006 (dont 60 % imposés), représentant 13 462 personnes et la  médiane du revenu disponible par unité de consommation  de 20 620 euros.

### Emploi
En 2017, le nombre total d’emplois dans la zone était de 8 527, occupant 6 606 actifs  résidants.
Le taux d'activité de la population (actifs ayant un emploi) âgée de 15 à 64 ans s'élevait à 66,1 % contre un taux de chômage de 10,1 %.
Les 23,8 % d’inactifs se répartissent de la façon suivante : 10,7 % d’étudiants et stagiaires non rémunérés, 5,1 % de retraités ou préretraités et 8 % pour les autres inactifs.
Lognes représente un pôle économique important au sein de Marne-la-Vallée. Les emplois sont plutôt concentrés dans un petit nombre d’établissements.

### Entreprises et commerces
En 2017, le nombre d'établissements actifs était de 418 dont  29 dans l’industrie, 22 dans la construction, 325 dans le commerce-transports-services divers et 42  étaient relatifs au secteur administratif.
Ces établissements ont pourvu 8 101 postes salariés.
- Lognes est connue par les pilotes pour son aérodrome de Lognes-Émerainville et pour sa zone industrielle « Pariest » ;
- Y sont installés les sièges sociaux de Conforama France, de l'Onisep.
- Le centre commercial Valloré accueille des commerces comme Boulanger, Leroymerlin, Autobacs, KFC, Mcdonald's, Animalis, Gifi, Office Dépot, Aldi, Picard, Saint Maclou, Laser game et une salle de sport Fitness Park.
- La chaîne française de supermarchés asiatiques Tang Frères compte un magasin à Lognes ;
- La chaîne française de supermarchés asiatiques Paris Store compte un magasin à Lognes ;
- La boutique en ligne SOSav est basée à Lognes.

### Administration
À Lognes se situe également le Centre national de la formation du ministère de l'Intérieur,. S'agissant d'une « plate-forme pédagogique », le Centre de formation accueille plusieurs directions du ministère, comme celle de la police nationale, connue sous l'appellation de Direction des ressources et des compétences de la Police nationale.

## Culture locale et patrimoine

### Lieux et monuments

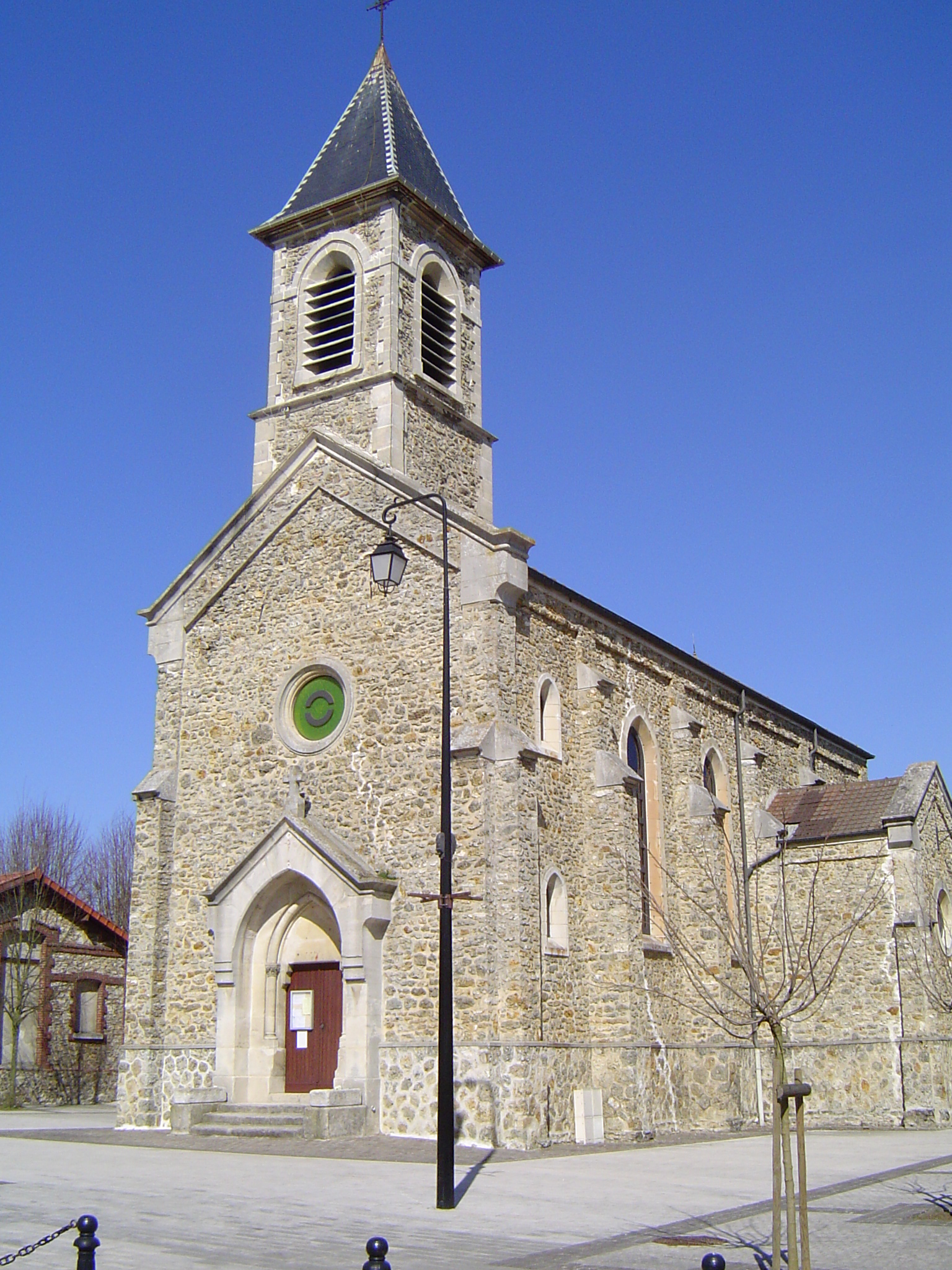
L'église Saint-Martin.

#### Église Saint-Martin
Construite entre 1898 et 1903, l’église Saint-Martin est de style néo-roman. Son architecture a une caractéristique : la dimension très importante de ses baies par rapport à la surface des murs. Elle est à ce titre très lumineuse. Cette église de campagne a retenu l’histoire des Menier, (célèbre famille de chocolatier employeur d’une grande partie de la population du village au début du XXe siècle), dans le dessin des chapiteaux, qui sont décorés de feuilles de cacao.
Restaurée en 2000, elle fut l'objet d'une intervention artistique par Victor Cuzin pour la réalisation de ses vitraux contemporains et la mise en couleur de ses murs.

#### Le château du Mandinet
Un fief important existait au Mandinet dès le XVe siècle avec un château entouré de fossés, qui appartenait à la famille de l’écrivain Paul Scarron. Jean Scarron, seigneur du Mandinet, fut par la suite prévôt des marchands de Paris entre 1644 et 1646. Après la Révolution, le château a été habité par le général Nempde-Dupoyet (1775-1833) qui avait brillamment participé aux campagnes napoléoniennes. Le château a été reconstruit à l’identique en 1990.

### Patrimoine naturel
La richesse des paysages et des milieux naturels de Lognes constitue un facteur d’attractivité important pour la commune et plus généralement pour le secteur du Val-Maubuée.
La ville dispose de 7 étangs artificiels (Grand bassin, étang des Ibis, étang du mandinet, étang du Segrais Nord et Sud, étang de la Maillière/des pécheurs, étang du Maubuée). Ces étangs accueillent une grandes biodiversité, ragondins, cygnes, poules d'eau, oies, hérons, canards.
L'ensemble des espaces verts municipaux représente une superficie d'environ quatorze hectares. Le bois de Lognes (ZNIEFF de type 2) et le parc du Segrais sont administrés par l’agglomération Paris vallée de la Marne.
Lognes bénéficie du label « ville fleurie » avec trois fleurs attribuées par le Conseil national des villes et villages fleuris de France au concours des villes et villages fleuris.

### Patrimoine culturel
La ville de Lognes favorise toutes les politiques culturelles, de la pratique amateur à l’excellence artistique, de l’action culturelle de proximité à la reconnaissance au niveau national.

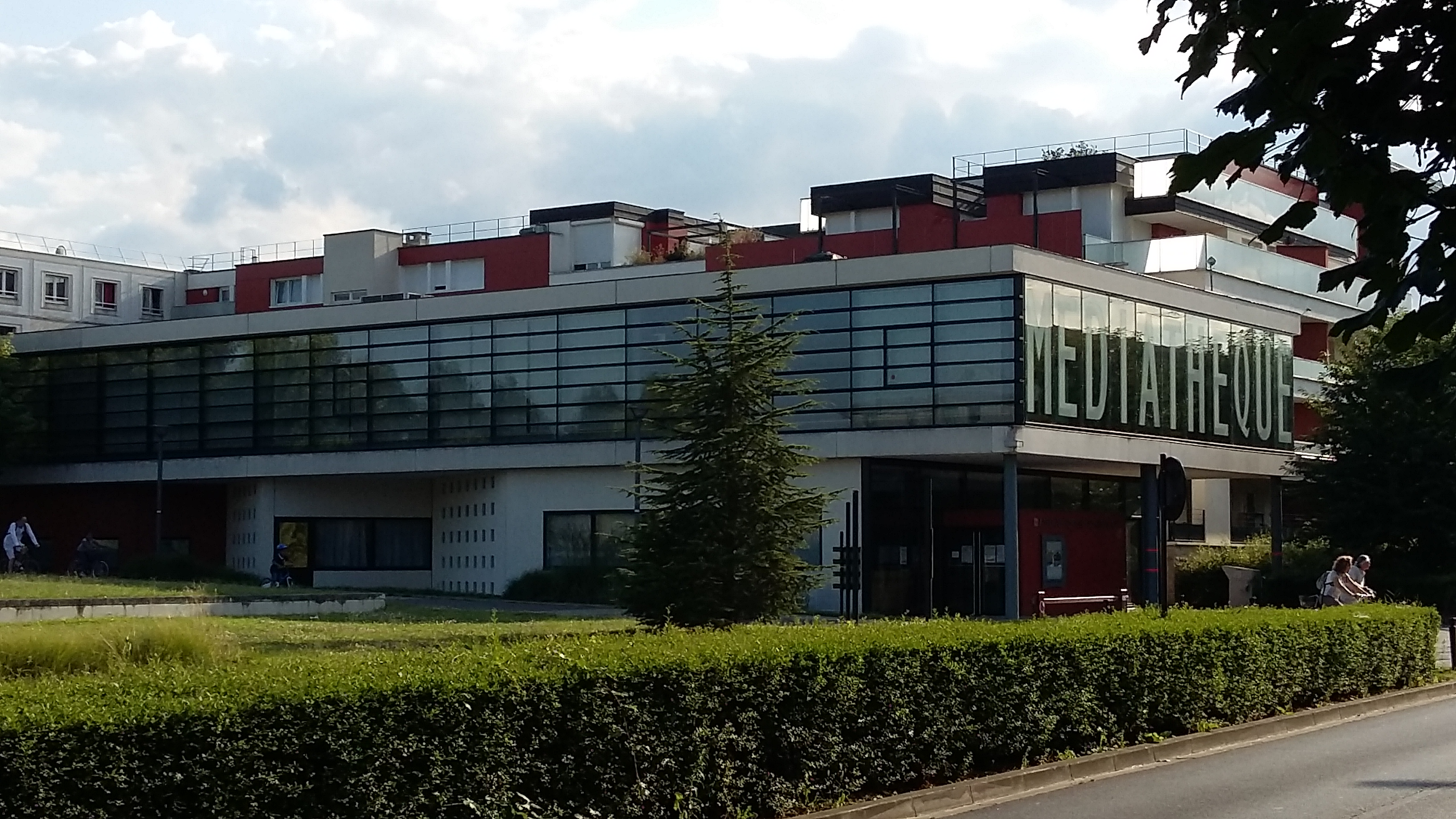
Médiathèque du Segrais

Plusieurs films ont été tournés à Lognes, dont :
- en 1984 : Les Nuits de la pleine lune, film réalisé par Éric Rohmer. On peut reconnaître le lac et la station de RER. La ville symbolise la banlieue nouvelle face à la Paris.
- en 1989 : Pause-café pause-tendresse montre dans plusieurs scènes l'ancien collège de la Maillière et installe le commissariat dans le Club 11/14 du Segrais.
- en 1997 : Le Cousin, film réalisé par Alain Corneau
- en 2010 : Boom Boom, court-métrage réalisé par Steve Tran.

### Personnalités liées à la commune
- Lognes est le berceau de la famille Menier dont plusieurs membres furent maires de la ville.
- Les frères et footballeurs Yahia Kébé et Boubacar Kébé, formés aux Girondins de Bordeaux et évoluant respectivement aux clubs de Al-Kharitiyath dans le championnat du Qatar et à l'AS Cherbourg Football sont originaires de Lognes (quartier du Segrais)[réf. nécessaire].
- Teddy Bartouche-Selbonne, gardien de but originaire de Lognes[80], passé par l'US Lognes à l'âge de 9ans, il est désormais gardien à l'EA Guimgamp et international Guadeloupéen.
- Mohamed Youssouf, footballeur formé au Le Havre Athletic Club, et évoluant désormais à l’AC Ajaccio est aussi originaire de Lognes (quartier du grand bassin), tout comme Gaëtan Charbonnier, actuellement attaquant à l’ AS Saint-Etienne[81]. Le champion de boxe thaïlandaise, Farid Villaume vit actuellement à Lognes[réf. nécessaire].
- Vincent Eblé, président du conseil général de Seine-et-Marne, a été adjoint au maire de Lognes de 1991 à 2011.
- Stelio Farandjis, Secrétaire général du Haut Conseil de la francophonie de 1984 à 2001, un des artisans du dialogue entre les trois ensembles linguistiques : arabophonie, hispanophonie et lusophonie.
- Steve Tran, comédien français, y a vécu et à mis en avant la ville dans de nombreux projets artistiques.